# Таратухин, Андрей Валентинович
Андрей Валентинович Таратухин (род. 28 июня 1983, Ленинград) — российский сценарист, кинорежиссёр, прозаик, драматург и шоураннер.

## Биография
Андрей Таратухин родился 28 июня 1983 года в Ленинграде. С 1995 по 2000 играл в Театре юношеского творчества (ТЮТ). В 2005 году окончил СПбГАТИ (курс А. В. Маркова, В. К. Белецкой). В 2018 — Высшие курсы сценаристов и режиссёров (мастерская Владимира Хотиненко, Владимира Фенченко и Павла Финна).

## Творчество
В 2017 году по одноимённой повести Андрея Таратухина был снят фильм «Карп отмороженный». В 2020 году на сцене Московского театра Олега Табакова состоялась премьера его пьесы «Голубой щенок» — первой в истории театра постановки для детей.

### Избранная фильмография
- 2015 — Я закрываю глаза — автор сценария, режиссёр
- 2017 — Карп отмороженный — автор сценария
- 2018 — Прекрасные создания — автор сценария
- 2021 — Чиновник — автор сценария
- 2022 — Родители строгого режима — автор сценария
- 2022 — Право на свободу — автор идеи
- 2022 — Я на перемотке — автор сценария

## Награды
- Гран-При Всероссийского кинофестиваля авторского короткометражного кино Арткино (Москва) за фильм «Я закрываю глаза»[2].
- Специальный приз жюри за лучший сценарий в рамках Второго Уральского открытого фестиваля российского кино (Екатеринбург) за фильм «Карп отмороженный».
- Премия «Золотая чайка» за лучший сценарий в рамках Первого кинофестиваля стран Шанхайской организации сотрудничества (Пекин) за фильм «Карп отмороженный»[3].